# Condado de Shelby (Alabama)
O Condado de Shelby (em inglês:  Shelby County) é um dos 67 condados do estado norte-americano do Alabama. De acordo com o censo de 2022, sua população é de 230.115 habitantes. A sede do condado é Columbiana e sua maior cidade é Alabaster. Foi fundado em 7 de fevereiro de 1818 e o seu nome é uma homenagem a Isaac Shelby (1750-1826), o primeiro e quinto governador do Kentucky. É o quinto condado mais populoso do Alabama.

## Geografia
De acordo com o censo, sua área total é de 2100 km², destes sendo 2034 km² de terra e 66 km² de água.

### Condados adjacentes
- Condado de St. Clair, nordeste
- Condado de Talladega, leste
- Condado de Coosa, sudeste
- Condado de Chilton, sul
- Condado de Bibb, sudoeste
- Condado de Jefferson, noroeste

## Transportes

### Principais rodovias
- Interstate 65
- U.S. Highway 31
- U.S. Highway 231
- U.S. Highway 280
- State Route 25
- State Route 70
- State Route 76
- State Route 119
- State Route 145
- State Route 155
- State Route 261

### Ferrovias
- CSX Transportation
- Norfolk Southern Railway
- Calera & Shelby Railroad

### Aeroportos
- Shelby County Airport - General Aviation
- Birmingham-Shuttlesworth International Airport

## Demografia
De acordo com o censo de 2022:
- População total: 230.115
- Densidade: 113 hab/km²
- Residências: 92.208
- Famílias: 82.005
- Composição da população:
  - Brancos: 81,5%
  - Negros: 14,1%
  - Nativos americanos e do Alaska: 0,4%
  - Asiáticos: 2,4%
  - Nativos havaianos e outros ilhotas do Pacífico: 0,1%
  - Duas ou mais raças: 1,5%
  - Hispânicos ou latinos: 6%

## Comunidades

### Cidades
- Alabaster
- Birmingham (majoritariamente no condado de Jefferson)
- Calera (parcialmente no condado de Chilton)
- Chelsea
- Columbiana (sede)
- Helena (parcialmente no condado de Jefferson)
- Hoover (parcialmente no condado de Jefferson)
- Leeds (parcialmente no condado de Jefferson e St. Clair)
- Montevallo
- Pelham
- Vestavia Hills (parcialmente no condado de Jefferson)
- Vincent (parcialmente nos condados de St. Clair e Talladega)

### Vilas
- Harpersville
- Indian Springs Village
- Westover
- Wilsonville
- Witson

### Áreas censitárias
- Brantleyville
- Brook Highland
- Dunnavant
- Eagle Point
- Highland Lakes
- Meadowbrook
- Pea Ridge
- Shelby
- Shoal Creek
- Sterrett
- Vandiver

### Comunidades não-incorporadas
- Abbot Springs
- Acton
- Aldrich
- Arkwright
- Calcis
- Cloverdale
- Fourmile
- Inverness
- Maylene
- Nelson
- Ryan
- Saginaw
- Siluria

## Galeria de imagens

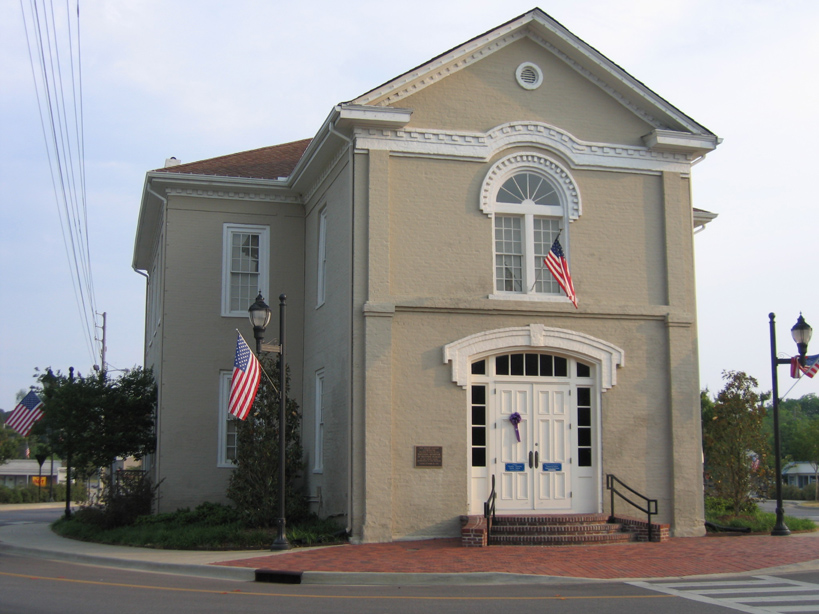
Antigo Palácio da Justiça do Condado de Shelby em Columbiana.